# Landry N'Guémo
Landry Joël Tsafack N'Guémo, född 28 november 1985 i Yaoundé, Kamerun, död 27 juni 2024 i Obala i Centrumregionen, Kamerun, var en kamerunsk fotbollsspelare. Han representerade under sin karriär det kamerunska landslaget.